# 民本主義
民本主義（みんぽんしゅぎ）とは、近代日本の大正デモクラシーにおいて提唱された社会思想の一形態である。
一般的に言われる「democracy」とは一見似ているが異なる概念であり、近代日本で著作において最初にこの言葉を使用したのは茅原華山とされていて、吉野作造は西欧の「デモクラシー」を紹介するさい、（日本の皇統、天皇主権を否定しない範囲での）民衆主義思想を提唱するさいに借用したものである。

## 「民本」の由来
「民本」という語は戦国時代中国の思想家・政治家孟子とその著作に登場するが、吉野作造によれば「民本」という語は大正期に上杉慎吉あるいは茅原華山が使用していたものを借用したものであり、上杉によれば井上哲次郎が1913年2月『東亜之光』第八巻第二号で使用したものを借用したとしており、一方で茅原によれば「民本」なる語は『万朝報』社主である黒岩涙香の造語であって仁徳天皇の故事から採用した思想だとしている。

## 経緯
吉野作造が1914年（大正3年）「民衆的示威運動を論ず」や1916年（大正5年）「憲政の本義を説いて其有終の美を済すの途を論ず」（『中央公論』掲載）などの論文で唱えた。これは、大正デモクラシーを活発にする一因となった。
「憲政の本義を説いて其有終の美を済すの途を論ず」によれば、democracyの訳語には、
- 国家の主権は法理上人民にあり（民主主義）
- 国家の主権の活動の基本的目標は政治上人民にあるべし（民本主義）

という2つが考えられる。民本主義では主権の所在は問わない。主権者は一般人民の利福・意向を重んずべきことが主張される。一見矛盾するようだが、完全に両立可能なものであるとして、主権は君主にあるか人民にあるかをあえて問わない。
- 民本主義は農民運動や婦人運動、労働運動などの社会運動に大きな影響を与えた。

## 概説

### 思想の詳細
吉野の民本主義の趣旨としては、
- 政権運用の目的は特権階級のみではなく人民全般の利福にある
- 政策決定は常に民意に基づくべき

と述べている。
吉野が「民主主義」という言葉を忌避していたのは、当時の日本に憲法が制定され名義上立憲君主制であったもののまだ絶対君主的な風潮が強く、それとできるだけ衝突を避けるためにあえて穏健的な主張をしたとする説もある(ただし当時の大日本帝国憲法に関しては主権者が明記されていない)。

### 民主主義との比較
|      | 民主主義   | 民本主義   |
| ---- | ---------- | ---------- |
| 主権 | 国民       | 問わない   |
| 人権 | 永久の権利 | 永久の権利 |